# Luciano Petech
Luciano Petech (8 juin 1914 à Trieste, en Littoral autrichien – 29 septembre 2010, Rome) est un historien et érudit italien, spécialiste de l'histoire de l'Himalaya et des premières relations entre le Tibet, le Népal et l'Italie. Le plus connu des étudiants du célèbre tibétologue Giuseppe Tucci, il a été titulaire de la chaire d' « histoire de l'Asie orientale » à l'Université de Rome de 1955 à 1984.

## Biographie
Luciano Petech est né en 1914 et a pris sa retraite en 1984. Il maîtrise presque toutes les langues européennes, ainsi que le tibétain, le chinois, le japonais, le newari, le sanskrit, l'arabe, le hindi et l'ourdou.

### Rapports avec Giuseppe Tucci
Le don de Luciano Petech pour les langues et l'étendue de ses travaux scientifiques sur l'Asie auraient été considérés comme prodigieux si l'homme n'avait été précédé sur le terrain par celui qui fut son maître, Giuseppe Tucci. On a décrit ce dernier, à l'occasion du centenaire de sa naissance, comme « una sorta di Mozart della filologia classica », un génie précoce qui a écrit son premier article à 17 ans.
Tucci enseigna à l'université Rabindranath Tagore-Shanti Niketan, près de Calcutta en Inde, au cours des années 1920, et se rendit au Tibet pour la première fois en 1929, avant de mettre en place l'institut italien pour le Moyen et l'Extrême-Orient en 1933.
Petech appelle son mentor « mon gourou et ami ». Selon Jan Willem de Jong,
« Petech a d'abord étudié l'arabe, mais en 1934, il a commencé à suivre les conférences de Tucci et a décidé de changer l'orientation de ses études. Il a rapidement maîtrisé le tibétain et, suivant le conseil de Tucci, a étudié les chroniques du Ladakh. ».
Comme l'écrira Petech plus tard, cet ouvrage « semblait répondre à un besoin réel et continua à rendre service pendant plusieurs années ». L'ouvrage était une histoire politique plutôt que culturelle du Ladakh comme le montre la suite sous forme de monographie qu'il publia 40 ans plus tard. Dans ce dernier ouvrage, il dit que l'histoire culturelle a été volontairement exclue, car déjà couverte de façon bien plus satisfaisante par David Snellgrove.

### Carrière universitaire
C'est en 1938, à l'âge de 25 ans, que Petech commence sa carrière dans l'enseignement, en tant que lecteur d'italien à l'université d'Allahabad en Inde. Il y restera jusqu'en 1946. Son premier article connu est pour la revue Calcutta Review en 1939. Le sujet en est les drames et les récits du grand auteur italien Luigi Pirandello, qui vient de mourir deux ans après avoir reçu le prix Nobel de littérature. Il dit que « le peuple » en Italie a injustement tourné le dos à l'intellectuel Pirandello, trouvant qu'il n'était pas représentatif de l'époque et qu'il ne parlait pas à leur cœur.
Au déclenchement de la Seconde Guerre mondiale, Petech, du fait qu'il est un Italien en Inde britannique, se retrouve dans un camp d'internement pour civils. À l'instar de Tucci, qui, âgé d'une vingtaine d'années, avait lu des textes de sanskrit dans les tranchées de la Première Guerre mondiale, il met à profit cette situation pour étudier la littérature tibétaine et écrire un article sur le système chronologique des Blue Annals of Tibet du XVe siècle.
Petech rentre en Europe en 1947, à la suite de sa nomination temporaire à un poste d'enseignant à l'Institut oriental de Naples et à l'université de Rome. Pendant les huit années qui suivent, il écrit trente articles de longueur variable sur l'Asie, toujours axés sur la rencontre des différentes cultures de l'Asie ou de l'Europe, dans les zones frontalières de l'Inde.
Titulaire de la chaire d'histoire de l'Asie orientale à l'université de Rome de 1955 à 1984, il publie 14 livres et plus de 80 articles sur l'Asie. Au terme de cette période, la préface à l'anthologie de ses articles choisis, réalisée à l'occasion de son départ à la retraite, salue son « jugement objectif, calme et sensé, son empressement à  collaborer et son érudition ».

### Œuvre
Ces caractéristiques transparaissent à l'évidence dans ses nombreux ouvrages. Dans ses livres sur le Ladakh, le Népal et le Tibet, du Moyen Âge aux Temps modernes, sa méthode, débarrassée de la philosophie ou de la superstition, a l'apparence de l'« histoire », dévoilée par l'examen critique des sources historiques, lesquelles sont décrites avant même les événements qu'elles rapportent.
Il partage l'intérêt géographique plus large de Tucci, mais sans les « grandes » idées, comme la royauté sacrée au Tibet, qui créent des modèles pour l'étude de l'Asie. De ses livres, seul Le Tibet central et les Mongols, publié en 1990, six ans après son départ à la retraite, contient un chapitre de conclusion, et encore s'agit-il de remarques élégantes plutôt que d'une grande théorie. Elles sont plutôt des vues  d'ensemble du flux et du reflux du pouvoir séculier dans les institutions royales et religieuses à des moments précis à peine entrevus par d'autres historiens.
Dans des ouvrages comme son  'I Missionari Italiani nel Tibet e nel Nepal en sept volumes, on perçoit comme une vocation au dialogue avec « l'Orient », vocation qui est non pas celle d'un missionnaire mais plutôt celle d'un ambassadeur. Il semble être un émissaire politique de l'Himalaya à Rome, faisant des rapports incisifs sur les missions politiques ou religieuses des autres.
Les monographies de Petech tentent de faire revivre l'histoire de l'Himalaya à la lumière de l'histoire mondiale. Cet objectif a toujours été apprécié et, comme le note Herbert Franke en 1950 à la suite de la publication par Petech de La Chine et le Tibet au début du XVIIe siècle :

« On peut y voir comme un heureux hasard [...]  à l'heure où le gouvernement chinois tente de réaffirmer sa suzeraineté sur le Tibet, car il permet au lecteur d'avoir une notion claire de la façon dont le protectorat chinois au Tibet a vu le jour. »

Toutefois, les premières tentatives de Petech ont également tendance à intégrer des événements originaux dans les cadres explicatifs occidentaux. En 1947, il écrit :

« Sur le Ladakh, il y a peu à dire. Il a subi le sort de tous les pays qui ont essayé de bâtir un empire sans ce fondement indispensable qu'est une population métropolitaine assez grande. »

Cette tentative d'universaliser la construction d'un empire a également une connotation très politique à une époque où l'Italie échoue à restaurer l'Empire romain, contrecarrée qu'elle est par les puissances impériales sur le déclin que sont la Grande-Bretagne et la France et par le nouvel empire, l'Amérique.
Quand il aborde à nouveau le sujet du Ladakh en 1977, il admet « avoir trouvé son premier effort complètement dépassé ». Sa nouvelle approche est plus nuancée, et il explique enfin l'effondrement du pouvoir Ladakhi en mettant l'accent sur les contraintes économiques liées à sa trop grande extension.
Le Tibet central et les Mongols, le dernier livre de Petech, est un récit écrit de façon plus fluide, à la tonalité plus psychologique et plus descriptive. Il fait toujours autorité, et dépasse naturellement le travail que Tucci avait consacré à la même période. Comme le fait remarquer Elliot Sperling dans son compte rendu de 1995 :

« [...] depuis la publication en 1949 des rouleaux peints tibétains par Giuseppe Tucci [et en] l'absence d'une monographie unique destinée au grand public, ce dernier ouvrage a souvent été pris par défaut comme source secondaire principale sur le sujet [...]. [Si] Le Tibet central et les Mongols est une œuvre relativement courte et qui passe plus que rapidement sur un certain nombre de points, [...] [elle] est désormais la source secondaire fondamentale vers laquelle les spécialistes des rapports Yuan-Tibétains doivent se tourner. »

Voilà manifestement un hommage rendu à l'œuvre originale du plus doué des élèves de Tucci. Il reste à voir si, comme dans l'épitaphe pour Pirandello, le « "Petechisme" mourra avec Petech », l'un des meilleurs écrivains italiens du XXe siècle tout en n'étant pas le fondateur d'une nouvelle école ».

### Élèves
Les élèves de Petech les plus en vue sont Piero Corradini, spécialiste des études est-asiatiques, et Elena Filibeck, spécialiste des études tibétaines.

### Décès
Luciano Petech est mort à son domicile le 19 septembre 2010,.

## Publications